# Santa Llúcia de Casa Aytés
Santa Llúcia de Casa Aytés és la capella particular de Casa Aités, en el poble d'Enviny, del terme municipal de Sort, a la comarca del Pallars Sobirà. Pertanyia a l'antic terme d'Enviny. Està situada a Casa Aytés, dins del poble d'Enviny, a la seva zona central-oriental. Actualment (principis del segle XXI) és en ruïnes. És una obra inclosa a l'Inventari del Patrimoni Arquitectònic de Catalunya.
Senzilla construcció de planta rectangular amb capçalera a ponent i porta a l'est, per damunt de la qual s'obre una petita roassa. La façana es troba coronada per una espadanya d'un sol arc i els murs laterals presenten contraforts a l'exterior. Actualment la coberta es troba ensorrada.